# Universidade Brandeis
A Universidade Brandeis (Brandeis University, pron. ˈbrændaɪs) é uma instituição universitária privada americana, cujas atividades de ensino e pesquisa são prioritariamente voltadas para as artes liberais. Está situada em  Waltham, no Condado de Middlesex (Massachusetts), 14 km a oeste de Boston.
Fundada em 1948 no local da antiga Middlesex University, seu nome homenageia  Louis Dembitz Brandeis (1856–1941), o primeiro juiz judeu da Suprema Corte dos Estados Unidos. A princípio, seria denominada Universidade Albert Einstein, mas o físico declinou.
Brandeis é a primeira universidade financiada pela comunidade judaica dos Estados Unidos. Embora multiconfessional, a instituição conta, desde os seus primórdios, com uma forte proporção de estudantes e professores judeus (80% durante os anos 1950 e  cerca de  50% atualmente)
Seu corpo discente é constituído por aproximadamente 3.200 alunos de graduação e 2.100 de pós-graduação. Em 2010, foi classificada pelo   U.S. News and World Report como a 34ª melhor universidade dos Estados Unidos.